# Marco Mann
Marco Mann (né en 1971) est un peintre égyptien, né à Alexandrie. Certains le surnomment «le peintre de la vérité», parce que ses peintures et ses expériences humaines, où pour certaines il s'implique intentionnellement et pleinement (parfois à son détriment), ont pour but de trouver des réponses à des questions qui n'ont pas déjà été posées.
Il est aussi le fondateur et la cheville ouvrière de l'International Group for Art and Culture, un regroupement international qui a comme objectif de trouver un langage commun à travers l'art. En 2007, l'organisme regroupait plus de 4000 membres qui œuvrent dans le secteur culturel de plus de 60 pays.
Mann a quitté Alexandrie pour s'installer au Caire à la fin de 2006. Bien que plusieurs raisons motivent son geste, l'artiste invoque surtout le fait qu'Alexandrie ait perdu son caractère cosmopolite, devenant sous l'emprise d'une culture unidirectionnelle, alors que Le Caire a maintenu et développé son identité en tant que principal «foyer de civilisation».